# Тихий провулок (Житомир)
Тихий провулок — провулок в Корольовському районі міста Житомира. 

## Характеристики
Знаходиться на Путятинці. Бере початок з вулиці Івана Мазепи.Прямує на північний схід. Завершується глухим кутом. Забудова провулка представлена житловими будинками садибного типу.

## Історія
Виник як короткий тупиковий провулок у 1870-х роках, що брав початок від новопрокладеної згідно з планом Міщанської вулиці. Провулок та його забудова сформувалися до початку ХХ століття. Перша назва —  Безіменний провулок. На мапах міста періоду німецької окупації показаний як Тихий провулок (Stille Gasse). У повоєнні роки відомий як Тихий тупик. Чинна назва закріплена у 1952 році. Внаслідок будівництва у 1980-х роках дев'ятиповерхового житлового будинку № 4 по вулиці Івана Мазепи, старий початок провулка ліквідовано й забудовано; провулок виведено до вулиці Івана Мазепи в обхід новобудови, північніше. 